# کاپل (تگزاس)
کاپل، تگزاس(به انگلیسی: Coppell, Texas) شهری در ایالت تگزاس از ایالات جنوبی ایالات متحده آمریکا است. در سرشماری سال ۲۰۰۰، جمعیت این شهر ۳۹۴۹۴ نفر اعلام شد.